# Имъарет
Имъарет (мальт. imqaret) — традиционный мальтийский десерт на основе теста и пюре-начинки из фиников. Слово имъарет в мальтийском языке происходит от слова в множественном числе макрут, что значит «ромбовидные», то есть означает ромбовидные формы сладостей, хотя во многих случаях они продаются в форме прямоугольников. Это очень популярный десерт на Мальте, который продаётся на уличных рынках, на сельских праздниках его подают с мороженым.
В ходе готовки имкарет прожаривают и обычно добавляют анис и лавровый лист. Тесто делится на части и раскатывается в узкие прямоугольники, сворачивается рулетом и нарезается ножом на кусочки, центре которых помещается начинка.
Имъарет имеет арабское происхождение, существовал еще в период арабского нашествия на остров между 870 годом н. э. и XI веком, в то время как аналогичный сладкий десерт существовал под названиями макруд в Тунисе, макрут в Алжире и Марокко.